# Potée champenoise
La potée champenoise est une spécialité culinaire de la région Champagne-Ardenne. C'est un plat complet, mijoté, simple, peu onéreux, idéal pour les réunions familiales ou les grandes assemblées.
Cet article court présente un sujet plus développé dans : Potée.

## Les principaux ingrédients
Il s'agit d'un mets préparé à base de lard de poitrine maigre demi-sel, de porc demi-sel, saucisse, et d'une tranche épaisse de jambon fumé. On y ajoute du chou pommé, des carottes, des navets, des pommes de terre à chair ferme.

## Qualités et usages
C'est un plat complet. Dans l'ouvrage de Françoise Branget, réunissant les plats favoris de 176 élus de la République, ce plat est retenu par une élue de la Marne, Catherine Vautrin, qui argumente ainsi ce choix : il « régale 30 convives et cuit quatre heures sans surveillance ». Une « potée champenoise des vendangeurs » se préparait traditionnellement les jours de vendange, en très grande quantité.